# 옐레나 흐루스탈료바
옐레나 블라디미로브나 흐루스탈료바(러시아어: Еле́на Влади́мировна Хрусталёва, 벨라루스어: Алё́на Уладзі́міраўна Хрусталё́ва 알레나 울라지미라우나 흐루스탈료바, 1980년 12월 7일~)는 카자흐스탄의 전직 바이애슬론 선수이다. 2010년 동계 올림픽에서 여자 15km 종목에서 은메달을 획득했다. 러시아 바이애슬론 국가대표 선수로 활동하다가 벨라루스로 귀화한 후 2002년 동계 올림픽에 벨라루스 국가대표로 참가했다. 2003년에 러시아 국적을 회복한 후 다시 러시아 국가대표로 뛰었으며 2006년에 카자흐스탄으로 귀화하여 카자흐스탄 국가대표 선수로 활동했다.
흐루스탈료바는 아시아 국적 선수로는 유일하게 올림픽 바이애슬론에서 메달을 획득한 선수이다.